# Rásztó
Rásztó (1886-ig Rásztoka, szlovákul: Ráztoka) község Szlovákiában, a Besztercebányai kerületben, a Breznóbányai járásban.

## Fekvése
Breznóbányától 22 km-re nyugatra fekszik.

## Története
A település a 14. században keletkezett, 1424-ben Luxemburgi Zsigmond adománylevelében említik először „Razthoka” alakban. 1441-ben „Rasthoka” a neve, a zólyomlipcsei váruradalomhoz tartozott. A 15. században vlach pásztorok telepedtek itt le. Lakói főként állattartásból és mezőgazdaságból éltek. A 18. századtól háziiparral, csipkeveréssel foglalkoztak.
A 18. század végén Vályi András így ír róla: „RASZTOKA. Tót falu Zólyom Vármegyében, földes Ura a’ Liptsei Bányászi Kamara, lakosai katolikusok, ’s másfélék, fekszik Dubovának szomszédságában, mellynek filiája, határjában fája, és legelője elég van, juhokat haszonnal tartanak, földgye sovány, hegyes, kősziklás, és hideg; Zólyom piatzától távol van, Garam vize is gyakran elönti, harmadik osztálybéli.”
1828-ban 63 házában 485 lakos élt, akik a 19. század második felétől a közeli Zólyombrézón dolgoztak.
Fényes Elek 1851-ben kiadott geográfiai szótárában így ír a faluról: „Rasztóka, tót falu, Zólyom vmegyében, dombos völgyben, ut. p. Beszterczebányához keletre 3 óra, 521 kath. lakossal, kik közt 29 telkes gazda, 16 zsellér, 7 lakó, s ezek többnyire házaló kereskedők. Urbéri telek 7. Sovány földe egyedül zabot, néha árpát, s leginkább burgonyát terem. Erdeje van. 1442 hold. Lakosai szarvasmarhát, juhot és kecskét tartanak, Hradiszkó nevü hegyén hajdan vára volt, mellynek alapja most is látható. Birja a kamara.”
A trianoni diktátumig Zólyom vármegye Breznóbányai járásához tartozott.

## Népessége
| Év:            | 1994. | 2004.   | 2014.   | 2024.   |
| -------------- | ----- | ------- | ------- | ------- |
| Emberek száma: | 320   | 294     | 281     | 270     |
| Eltérés:       |       | -8,12 % | -4,42 % | -3,91 % |

| Év:            | 2023. | 2024.   |
| -------------- | ----- | ------- |
| Emberek száma: | 277   | 270     |
| Eltérés:       |       | -2,52 % |

1910-ben 600, túlnyomórészt szlovák anyanyelvű lakosa volt.
2001-ben 309 lakosából 306 szlovák volt.
2011-ben 291 lakosából 275 szlovák volt.

## Nevezetességei
- A falu kápolnája 1832-ben épült.